# Chrysotaenia ardeata
Chrysotaenia ardeata là một loài bướm đêm trong họ Geometridae.